# Zaischnopsis magniscapa
Zaischnopsis magniscapa är en stekelart som först beskrevs av Girault 1919.  Zaischnopsis magniscapa ingår i släktet Zaischnopsis och familjen hoppglanssteklar. Inga underarter finns listade i Catalogue of Life.